# James Y. Smith

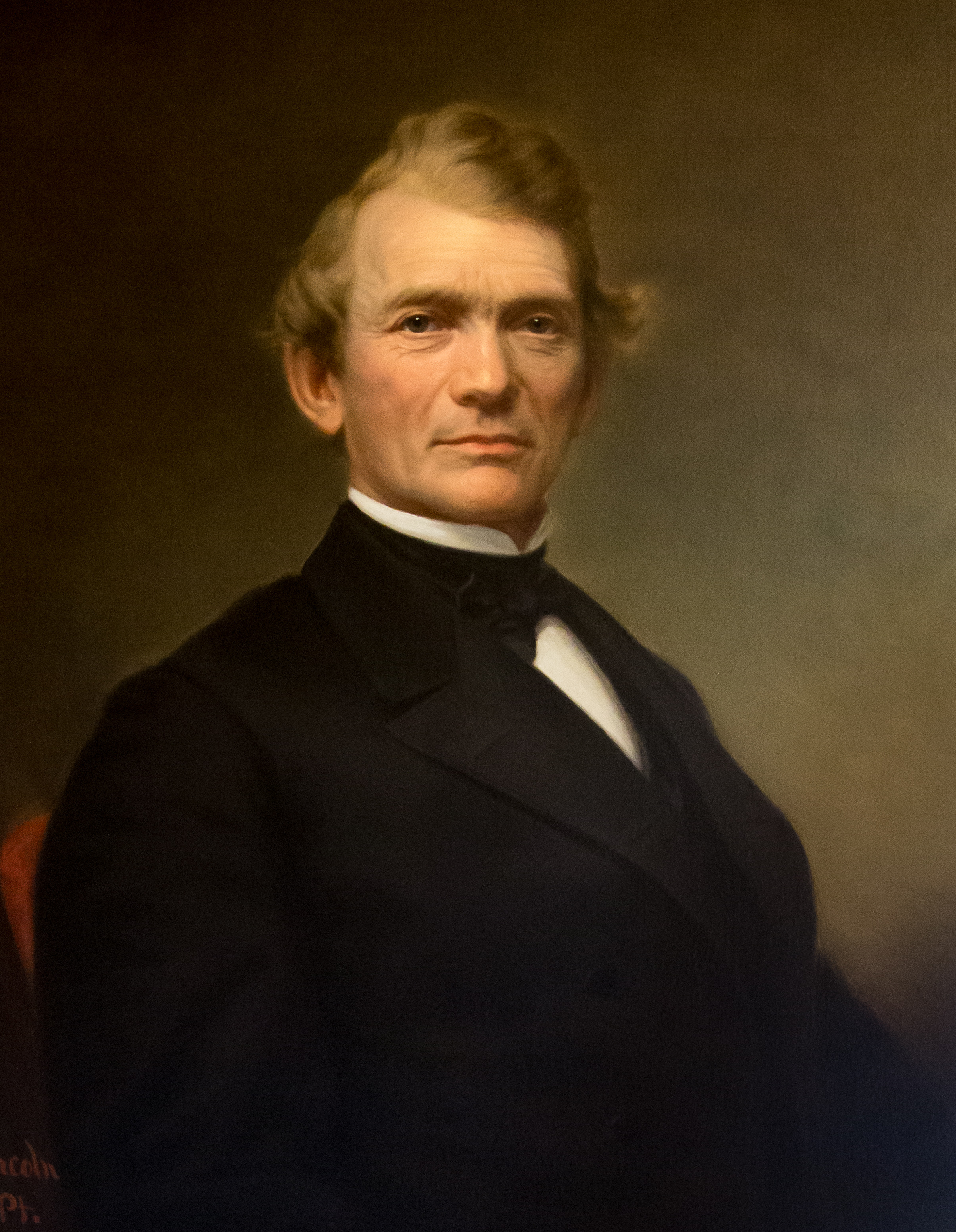
James Y. Smith

James Youngs Smith (* 15. September 1809 in Groton, Connecticut; † 26. März 1876 in Providence, Rhode Island) war ein US-amerikanischer Politiker und von 1863 bis 1866 Gouverneur des Bundesstaates Rhode Island.

## Frühe Jahre
Im Alter von 16 Jahren wurde James Smith Manager eines Gemischtwarenladens in Salem. Bald darauf zog er nach Providence, wo er in das Holzgeschäft einstieg. Schließlich engagierte er sich zusammen mit seinem Bruder im Textilgewerbe. Die Smiths betrieben in Rhode Island und Connecticut mehrere Webereien.

## Politische Laufbahn
James Smith wurde Mitglied der Republikanischen Partei. Zwischen 1855 und 1857 war er Bürgermeister von Providence. Außerdem war er Mitglied im Schulausschuss dieser Stadt und Abgeordneter im Repräsentantenhaus von Rhode Island. Im Jahr 1861 bewarb er sich erfolglos um das Amt des Gouverneurs dieses Staates.
1863 konnte er die Gouverneurswahlen dann für sich entscheiden. Nachdem er zweimal wiedergewählt worden war, konnte er dieses Amt zwischen dem 26. Mai 1863 und dem 29. Mai 1866 ausüben. Zu Beginn seiner Amtszeit war der Bürgerkrieg noch in vollem Gange. Obwohl die Bevölkerung seines Staates gegen die Wehrpflicht war, konnte er die von Rhode Island geforderte Quote an Soldaten mit Freiwilligen erfüllen. Nach dem Ende des Krieges mussten auch in Rhode Island die heimkehrenden Soldaten wieder in die Gesellschaft eingegliedert werden. Die Invaliden und die Hinterbliebenen der Toten mussten versorgt werden. Die Wirtschaft des Staates wurde wieder auf den zivilen Bedarf zurückgefahren.

## Weiterer Lebenslauf
Nach dem Ende seiner Gouverneurszeit gründete Smith die James Smith Manufacturing Company. Bis zu seinem Lebensende blieb er geschäftlich aktiv. Er engagierte sich außerdem bei einigen Schul- und Wohltätigkeitseinrichtungen. James Smith starb im März 1876. Mit seiner Frau Emily Brown hatte er drei Kinder.